# Тромбини, Чезаре
Чезаре Тромбини (итал. Cesare Trombini; 18 февраля 1835, Падуя — 15 августа 1898, Венеция) — итальянский дирижёр. Отец Маргериты Казуро-Тромбини.
Начал свою музыкальную карьеру как скрипач-вундеркинд, выступал по всему северу Италии. В 1848—1850 гг. учился в Вене у Йозефа Майзедера (скрипка) и Симона Зехтера (композиция). В 1850-е гг. дирижёр оперного театра в Виченце. В 1857 г. вместе с Джованни Боттезини отправился на гастроли в Германию и Россию как скрипач. По возвращении окончательно отказался от исполнительской карьеры и полностью сосредоточился на дирижировании.
В 1873 г. приехал на гастроли в Варшаву в составе оперной труппы Франческо Чиаффеи и по окончании гастрольного сезона принял решение здесь остаться. В 1874—1881 и в 1891—1898 гг. главный дирижёр Варшавской оперы; в промежутке в 1881—1890 гг. работал в Санкт-Петербурге. Преподавал оперное пение в Варшавской консерватории. Впервые поставил в Польше «Лоэнгрина» Рихарда Вагнера (1879), исполнил «Реквием» Верди.
Автор ряда скрипичных и вокальных произведений.